# Симоніда Палеолог
Симон(ід)а Палеолог (серб. Симонида Немањић, грец. Σιμωνίς Παλαιολογίνα, sr. Симонида Палеолог; нар. близько 1294 — пом. після 1336) — візантійська царівна, дочка імператора Андроніка II Палеолога та Ірини Монферратської. Четверта дружина сербського короля Стефана Милутина. У Сербії Симоніду пам'ятають як покровительку мистецтва, музики та літератури.

## Життєпис
Симоніда народилася в Константинополі. Зазнавши в 1298 році поразки у війні, імператор Андронік II обіцяв шлюбний союз сербському правителю Милутину. Спочатку, Андронік II хотів одружити свою сестру Євдокію, вдовуючу імператрицю, але після того, як вона відмовила, замість неї була запропонована Симоніда. Столичні церковники виступали проти шлюбу, але імператор наполіг на своєму.
У 1298 році Андронік відправив свого довіреного міністра Федора Метохіта в Сербію вести переговори. Зі свого боку, Милутин в нетерпінні поріднитися з кесарем оформив розлучення зі своєю (третьою за рахунком) дружиною Анною (дочка болгарського царя Георгія). Симоніді було п'ять років, а Милутину — майже в 10 разів більше. В рамках шлюбного альянсу Візантія і Сербія домовилися провести кордон по лінії Охрид-Прилеп-Штип.
Симона відзначалася побожністю і хотіла прийняти постриг. Після смерті матері Ірини в 1317 році Симона була присутня на похороні у Константинополі і вирішила не повертатися в Сербію. Коли за нею прийшли люди Милутина, вона вийшла до них у чернечому вбранні. Її зведений брат Костянтин Палеолог наполіг на її повернення до чоловіка (який загрожував відновити війну, якщо шлюб буде розірвано). Коли Милутин захворів, вона була весь час з ним, на подив інших членів двору. Милутин помер 19 жовтня 1321 року, і вже 29 жовтня Симоніда повернулася в Константинополь, де прийняла постриг у монастирі святого Андрія.
Існує дуже мало інформації про її подальше життя. Відомо, що вона замовила похоронну пісню для похорону батька. Востаннє Симоніда згадувалася в історичних документах в 1336 році, коли вона брала участь у зборах громадських і релігійних діячів, які переслідували змовників проти уряду. У ряді компіляцій можна зустріти твердження, що вона померла незабаром після 1345 року.
У сербській традиції королева Симоніда прославилася своєю красою. Зображення на фресці в монастирі Грачаніца (збереглася, втім, не повністю) вважається однією з найцінніших фресок Сербії. Мілан Ракич написав ліричний вірш про неї, а Милутин Бойич присвятив її долі психологічну драму «Краљева јесен» («Осінь короля»). Сербський астроном Мілорад Б. Протич виявив астероїд і назвав його 1675 Симоніда на її честь.